# Karen Young (cantante)
Karen Young (Filadelfia, 23 marzo 1951 – Filadelfia, 26 gennaio 1991) è stata una cantante statunitense, principalmente nota per il suo brano disco Hot Shot del 1978.

## Biografia
Young crebbe in una villetta a schiera a nord-est di Filadelfia, iniziando a cantare jingle e cori di accompagnamento nella propria città natale. Nei primi anni '70 si esibì con il gruppo Sandd, di cui facevano parte Frank Gilckin (chitarra solista), George Emertz (chitarra ritmica), Frank Ferraro (basso) e Dennis Westman (batteria).
Nel 1978 pubblicò il singolo Hot Shot, scritto e prodotto da Andrew Kahn e Kurt Borusiewicz. La canzone rimase per due settimane alla prima posizione della classifica disco di Billboard, e raggiunse inoltre il 67º posto della Billboard Hot 100. Un album, anch'esso intitolato Hot Shot, venne più tardi pubblicato dalla West End Records di New York. La canzone diede a Young fama internazionale, ma all'inizio degli anni '80 la fine dell'epopea disco impedì a Young di ripetere il suo successo mondiale.
È morta nel gennaio 1991 per una sospetta ulcera peptica sanguinante, all'età di 39 anni.

## Discografia

### Album in studio
- 1969 - Hot Shot (West End Records)